# Areca triandra
Areca triandra är en enhjärtbladig växtart som beskrevs av William Roxburgh och Buch.-ham. Areca triandra ingår i släktet Areca och familjen Arecaceae. Inga underarter finns listade i Catalogue of Life.

## Bildgalleri

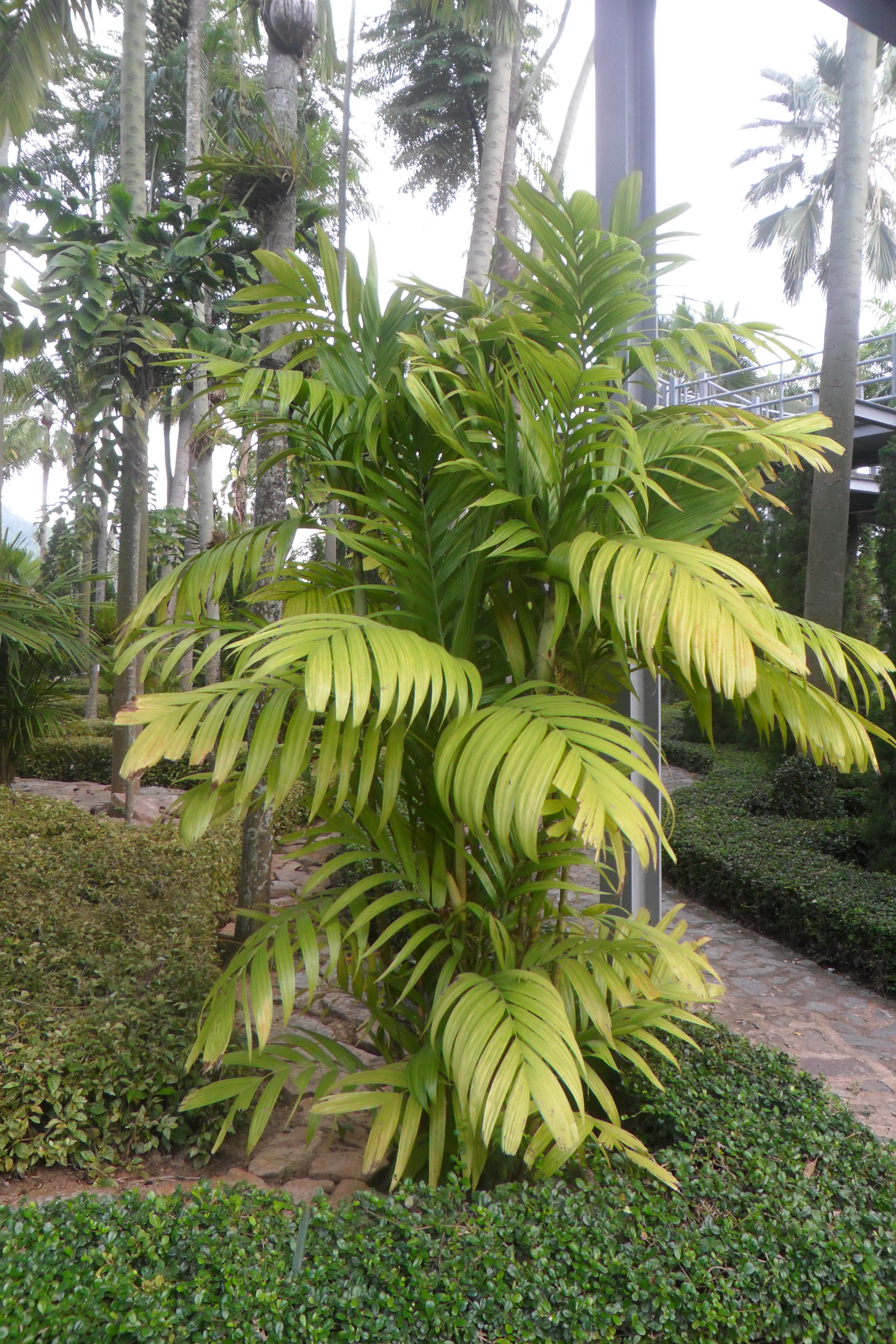